# Nouri (artiste)
Pour l’article homonyme, voir Nouri.
Nouri (née Vivian Nouri le 10 février 1993) est une chanteuse néo-zélandaise.

## Jeunesse
Née dans un camp de réfugiés syriens à la suite du bombardement du domicile de sa famille au Kurdistan, Nouri et sa famille ont obtenu le statut de réfugiés en Nouvelle-Zélande (elle a alors trois ans). Elle commence à chanter à l'âge de neuf ans. En 2009, elle remporte le concours Five Minutes of Fame à Albany, sur la rive nord d'Auckland,. L'organisateur l'invite alors à se produire aux côtés de l'ancien Premier ministre John Key et d'autres membres du Parlement au défilé de mode Style Pasifika.

## Carrière
En 2017, Nouri figure sur la bande originale du film de Paramount Pictures Very Bad Dads 2. En 2018, elle interprète l'hymne national des États-Unis au Staples Center pour le match Knicks v. Clippers. En juillet 2018, Nouri participe au premier match annuel de football pour célébrités de la Fondation John Ross III aux côtés de Snoop Dogg et Trey Songz.
Le 6 novembre 2018, elle publie son premier single, Where Do We Go From Here. La chanson est classée n° 1 du New Zealand Hot 20 Singles Chart.

## Réception du single
Le single et le clip vidéo sont créés pour la première fois sur Complex Magazine. En deux jours, il est classé n° 5 sur iTunes Charts en Nouvelle-Zélande et n° 2 sur iTunes Pop Charts en Nouvelle-Zélande, et il est vu plus de 900 000 fois sur YouTube au cours de la première semaine. La chanson est ensuite n° 1 sur Google Play en Nouvelle-Zélande et dans les charts "Top Pop" du plus grand service de streaming de Mena, Anghami, et n° 1 en Arabie saoudite, à Oman, en Irak, au Qatar, en Tunisie, aux Émirats arabes unis, au Koweït et en Palestine, surpassant les goûts d'Ariana Grande et de Zayn.